# Sobrance
Sobrance (deutsch Sobranz, ungarisch Szobránc) ist eine Kleinstadt in der Ostslowakei und zugleich die östlichste Stadt der Slowakei. Sie hat etwa 6200 Einwohner.
Sobrance befindet sich am Nordrand der Ostslowakischen Tiefebene, nahe der ukrainischen Grenze. Es ist ein wichtiger Straßenknoten (Europastraße 50) und Weinbaugebiet.

## Bevölkerung
| Jahr                | 1994 | 2004    | 2014    | 2024    |
| ------------------- | ---- | ------- | ------- | ------- |
| Anzahl der Personen | 6188 | 6296    | 5981    | 5789    |
| Unterschied         |      | +1,74 % | −5,00 % | −3,21 % |

| Jahr                | 2023 | 2024    |
| ------------------- | ---- | ------- |
| Anzahl der Personen | 5827 | 5789    |
| Unterschied         |      | −0,65 % |

## Geschichte
Das Gebiet der Stadt ist ein alter Siedlungsplatz (Funde aus der Jungsteinzeit). Der erste Quellenbeleg stammt von 1344 (unter dem Namen Vasaros Tyba). Das Stadtrecht erhielt die Siedlung 1351. Im Jahre 1560 stiftete die Familie Sztáray eine Propstei zu Ehren des Hl. Georg. Im 16. Jahrhundert wurde die Bevölkerung im Zuge der Reformation mehrheitlich evangelisch. Die Gegenreformation des 17. Jahrhunderts bewirkte eine Rückkehr zum röm.-katholischen Glauben. Sobranz lag historisch im Komitat Ung und war bis 1918 Teil des Königreiches Ungarn. Nach dem Zerfall Österreich-Ungarns kam es an die neu gegründete Tschecho-Slowakei. Im April 1939 wurde die Siedlung nach dem Slowakisch-ungarischen Krieg wieder an Ungarn angegliedert. 1945, also nach dem Ende des Zweiten Weltkrieges, kam der Ort an die Tschecho-Slowakei zurück.
In der Tschechoslowakei war Sobrance bis 1960 und dann wieder seit 1996 Hauptstadt des gleichnamigen Bezirkes (slow. Okres).
Die im nördlichen Stadtteil (Kurort Sobranecké kúpele) vorhandenen Mineralquellen waren schon im 14. Jahrhundert bekannt, das Badehaus gehört heute zum Bezirkskrankenhaus.

## Gliederung
- Komárovce (erster Quellenbeleg 1326, am 1. Januar 1986 eingemeindet)
- Sobrance
- Sobranecké kúpele

## Bedeutende Persönlichkeiten mit Bezug zu Sobranz
- Irma Sztáray (1864–1940), Hofdame der Kaiserin Elisabeth

## Städtepartnerschaften
- Lubaczów, Polen